# Ippolita Maria Sforza
Ippolita Maria Sforza, född 1445, död 1488, var en italiensk adelskvinna. Hon fungerade som de facto diplomat och ambassadör. 
Hon gifte sig 1465 med Neapels tronarvinge, den senare Alfonso II av Neapel. Hon avled innan hennes make blev kung, och var därför aldrig drottning. Äktenskapet var stormigt och fyllt av konflikter. 
Ippolita Maria beskrivs som en intelligent och kultiverad renässansmänniska med stark vilja. Ippolita Maria fick ett flertal diplomatiska uppdrag och fungerade som sändebud och medlare mellan kungariket Neapel, hertigdömet Milano och republiken Florens.